# Torre de Monsanto
La Torre de Monsanto est un gratte-ciel situé à Oeiras, dans la banlieue de Lisbonne. Achevé en 2001, avec 17 étages s'élevant à 120 mètres, c'est l'un des plus hauts bâtiments du Portugal. 